# François Berléand
François Berléand, född 22 april 1952 i Paris, är en fransk skådespelare. Han är känd för sin roll som Inspecteur Tarconi i filmerna The Transporter från 2002, Transporter 2 från 2005 och Transporter 3 från 2008, liksom TV-serien med samma namn från 2012.